# Kylie Wheeler
Kylie Wheeler (Subiaco 17 januari 1980) is een voormalige Australische zevenkampster. Tweemaal nam ze deel aan de Olympische Spelen, maar bleef medailleloos. Ze werd op de zevenkamp meervoudig Australisch kampioene.

## Biografie
Wheeler liet zich een eerste keer opmerken op de Gemenebestspelen 2002 waar ze samen met haar landgenotes de 4 x 400 m estafette won. Op de zevenkamp behaalde ze een zilveren medaille. In 2004 op de Olympische Spelen van Athene werd ze achttiende bij de zevenkamp met 6090 punten.
Eén jaar later, op de wereldkampioenschappen in Helsinki, eindigde Wheeler op een vijftiende plaats. Op de Gemenebestspelen 2006 werd ze opnieuw tweede.
Op de Olympische Spelen van Peking werd ze negende bij de zevenkamp met 6369 punten, een persoonlijk record. Deze wedstrijd werd gewonnen door de Oekraïense Natalja Dobrynska met 6733 punten.
In mei 2009 maakte Wheeler bekend te stoppen met atletiek.

## Titels
- Australisch kampioene zevenkamp – 2003, 2004, 2005, 2006, 2007, 2008

## Persoonlijke records
Outdoor
| Onderdeel    | Prestatie | Datum            | Plaats    |
| ------------ | --------- | ---------------- | --------- |
| 100 m        | 12,09 s   | 7 januari 2007   | Perth     |
| 200 m        | 23,99 s   | 4 maart 2005     | Sydney    |
| 400 m        | 54,81 s   | 19 februari 2000 | Perth     |
| 800 m        | 2.09,98   | 26 juni 2005     | Ratingen  |
| 100 m horden | 13,63 s   | 21 maart 2006    | Melbourne |
| 400 m horden | 58,11 s   | 11 februari 2000 | Brisbane  |
| hoogspringen | 1,89 m    | 15 augustus 2008 | Peking    |
| verspringen  | 6,57 m    | 26 augustus 2003 | Daegu     |
| kogelstoten  | 13,41 m   | 1 februari 2007  | Canberra  |
| speerwerpen  | 43,81 m   | 16 augustus 2008 | Peking    |
| zevenkamp    | 6369 p    | 16 augustus 2008 | Peking    |

## Palmares

### zevenkamp
- 2002:  Gemenebestspelen – 5962 p
- 2004:  Mehrkampf-Meeting Ratingen - 6296 p
- 2004: 18e OS - 6090 p
- 2005:  Mehrkampf-Meeting Ratingen - 6231 p
- 2005: 15e WK - 5919 p
- 2006:  Gemenebestspelen – 6298 p
- 2007: 12e WK - 6184 p
- 2008: 9e OS - 6369 p